# Beugnon-Thireuil
Beugnon-Thireuil község Franciaország Új-Aquitania régiójában, Deux-Sèvres megyében. Új községként 2019. január 1-jén jött létre két korábbi község: Le Beugnon és La Chapelle-Thireuil egyesítésével. Lakosainak száma 736 fő (2022. január 1.).

## Népesség
| Lakosok száma | 726  | 730  | 731  | 733  | 734  | 736  |
|               | 2017 | 2018 | 2019 | 2020 | 2021 | 2022 |